# Bacopa hamiltoniana
Bacopa hamiltoniana är en grobladsväxtart som först beskrevs av George Bentham, och fick sitt nu gällande namn av Richard von Wettstein. Bacopa hamiltoniana ingår i släktet tjockbladssläktet, och familjen grobladsväxter. Inga underarter finns listade i Catalogue of Life.